# Frans Theelen

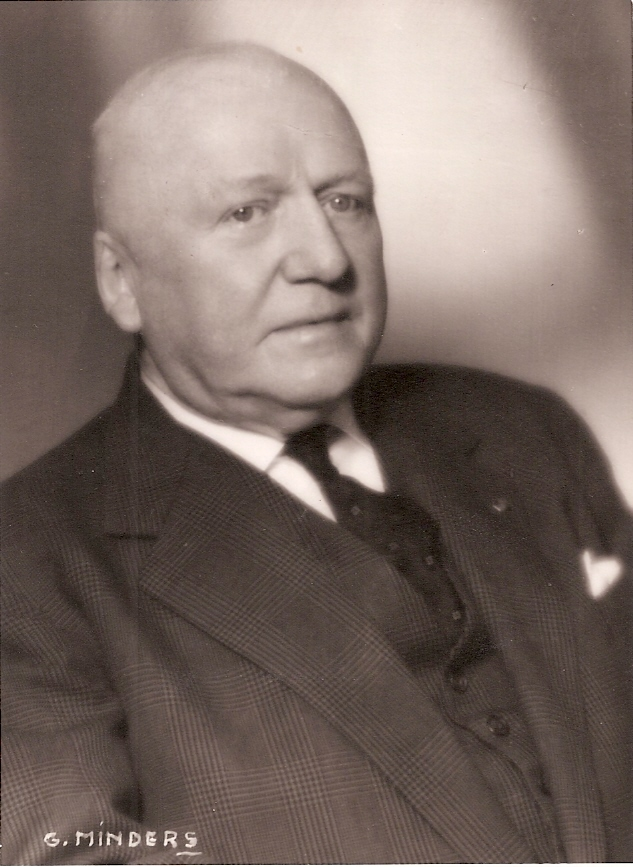
Frans Theelen

Frans Jan Hubert Marie Theelen (Tongeren, 24 juni 1885 - Hasselt, 15 februari 1971) was een Belgisch volksvertegenwoordiger.

## Levensloop
Hij was een zoon van de drukker Nicolaas Theelen (overleden in 1918), uitgever van Het Algemeen Belang. Zijn vader was ambtenaar van het kadaster maar was in 1879 in conflict gekomen met de liberale meerderheid, had de administratie verlaten en een katholiek blad en een drukkerij opgericht.
Theelen volgde humaniora in Maaseik en Sint-Truiden en volgde cursussen aan de Universiteit van Luik, waarna hij in 1904 ging werken in de drukkerij van zijn vader. Tijdens de Eerste Wereldoorlog was Theelen oorlogsvrijwilliger en onderluitenant. Na de dood van zijn vader in 1918 nam hij diens uitgeversbedrijf over. Hij was uitgever van De Gazet van Genk, Het Algemeen Belang, De Gazet van Hasselt, De Gazet van Sint-Truiden, Onze Kempen en Limburg-Sport, die in 1933 samengesmolten werden tot Het Belang van Limburg, waarvan hij directeur-uitgever werd.
In 1953 vormde Theelen zijn zaak om tot de naamloze vennootschap Concentra, gevestigd in Hasselt. Hij droeg de dagelijkse leiding over aan Jan Baert (1920-1986), telg uit een Brugse drukkers- en uitgeversfamilie, die getrouwd was met Tonia Martens, nicht van Frans en dochter van Antonia Theelen, een van de drie dochters van Nicolaas Theelen. Wel bleef hij tot aan zijn dood in 1971 afgevaardigd beheerder en voorzitter van de raad van bestuur.
Van 1919 tot 1932 zetelde hij voor de Katholieke Partij in de Kamer van volksvertegenwoordigers, als verkozene voor het arrondissement Tongeren-Maaseik. Hij hield zich vooral bezig met militaire zaken en spoorwegen en was lid van de Katholieke Vlaamsche Kamergroep. Ook hekelde hij de taaltoestanden in het leger. In 1932 verliet Theelen vrijwillig de politiek.
Bovendien was hij vanaf 1920 voorzitter van het Werk der Oorlogsvaliden in Tongeren, actief in de provinciale afdeling van het Rode Kruis, was hij een promotor van de Limburgse Economische Raad en van 1948 tot 1961 voorzitter van de Kamer voor Handel en Nijverheid.